# Juan Pablo Di Pace
Juan Pablo Di Pace (Buenos Aires, 25 luglio 1979) è un attore e cantante argentino.

## Biografia
A diciassette anni si trasferisce a Londra, dove sviluppa la sua carriera di attore. Dal 2009 si è spostato a Madrid, dove ha partecipato a varie serie televisive, tra cui Fisica o chimica. È apparso anche nel film Mamma mia!.
Ha fatto coming out come gay nel luglio 2019.

## Filmografia

### Cinema
- L'isola dei sopravvissuti (Three), regia di Stewart Raffill (2005)
- Mamma Mia!, regia di Phyllida Lloyd (2008)
- Tutti intorno a Linda, regia di Barbara e Monica Sgambellone (2009)

### Televisione
- New Tricks - Nuove tracce per vecchie volpi (New Tricks) (2004)
- River City  (2005)
- The Catherine Tate Show (2006)
- Aftersun (2006) - Felipe
- Operación Tony Manero (2008) vincitore
- Los hombres de Paco (2009)
- 90-60-90, diario secreto de una adolescente (2009)
- Supercharly (2010)
- El club del Chiste (2010)
- Ángel o demonio (2011)
- Fisica o chimica (Física o Química) (2011)
- El don de Alba (2013)
- Camp (2013)
- Dallas (2013)
- Le amiche di mamma (Fuller House) - Serie TV (2016 - 2020) ruolo: Fernando

### Video musicali
- Eric Prydz - Call On Me (2004)

## Teatro
- Grease (musical) (1999)
- Chicago (musical) (2002)
- Fiebre del sábado noche (musical) (2009)
- Más de cien mentiras (2011)